# Hypnophila cylindrica
Hypnophila cylindrica is een slakkensoort uit de familie van de Azecidae. De wetenschappelijke naam van de soort is voor het eerst geldig gepubliceerd in 1840 door Calcara.